# 肯氏無鰭蛇鰻
肯氏無鰭蛇鰻為輻鰭魚綱鰻鱺目糯鰻亞目蛇鰻科的其中一種，分布於西大西洋區，從美國北卡羅來納州至委內瑞拉及東大西洋的聖赫勒拿島海域，棲息深度3-400公尺，體長可達60公分，棲息在底層水域，會把身體埋藏在沙泥中，屬肉食性。

## 擴展閱讀
維基物種上的相關：肯氏無鰭蛇鰻